# Krogulec krótkonogi
Krogulec krótkonogi (Tachyspiza brevipes) – gatunek średniej wielkości ptaka drapieżnego z rodziny jastrzębiowatych (Accipitridae). Zamieszkuje wschodnią i południowo-wschodnią Europę oraz zachodnią Azję, zimuje we wschodniej części Afryki Subsaharyjskiej. Do Polski zalatuje wyjątkowo, obserwowany trzykrotnie (1989, 1993, 2010).

## Systematyka
Jest to gatunek monotypowy. Blisko spokrewniony z krogulcem małym (T. badius) i nikobarskim (T. butleri), bywał uznawany za podgatunek tego pierwszego.

## Morfologia
WyglądPodobny do krogulca. W locie odróżniają go wąskie końce skrzydeł. Na ogonie widać 5 do 6 cienkich pręg, podczas gdy krogulec ma ich 4 do 5. U dorosłych dwie środkowe sterówki jednobarwne. Samiec ma wierzch niebieskoszary, spód jasny z bladymi rdzawoczerwonymi prążkami. Samica ma wierzch brązowawy, a spód z wyraźnymi rdzawoczerwonymi prążkami. Młode ptaki można poznać po ciemnobrunatnych plamach w kształcie kropel na białym spodzie ciała.
Wymiary średniedługość ciała 30–37 cm
rozpiętość skrzydeł 64–74 cm
masa ciała: samce 140–275 g, samice 183–290 g

## Ekologia

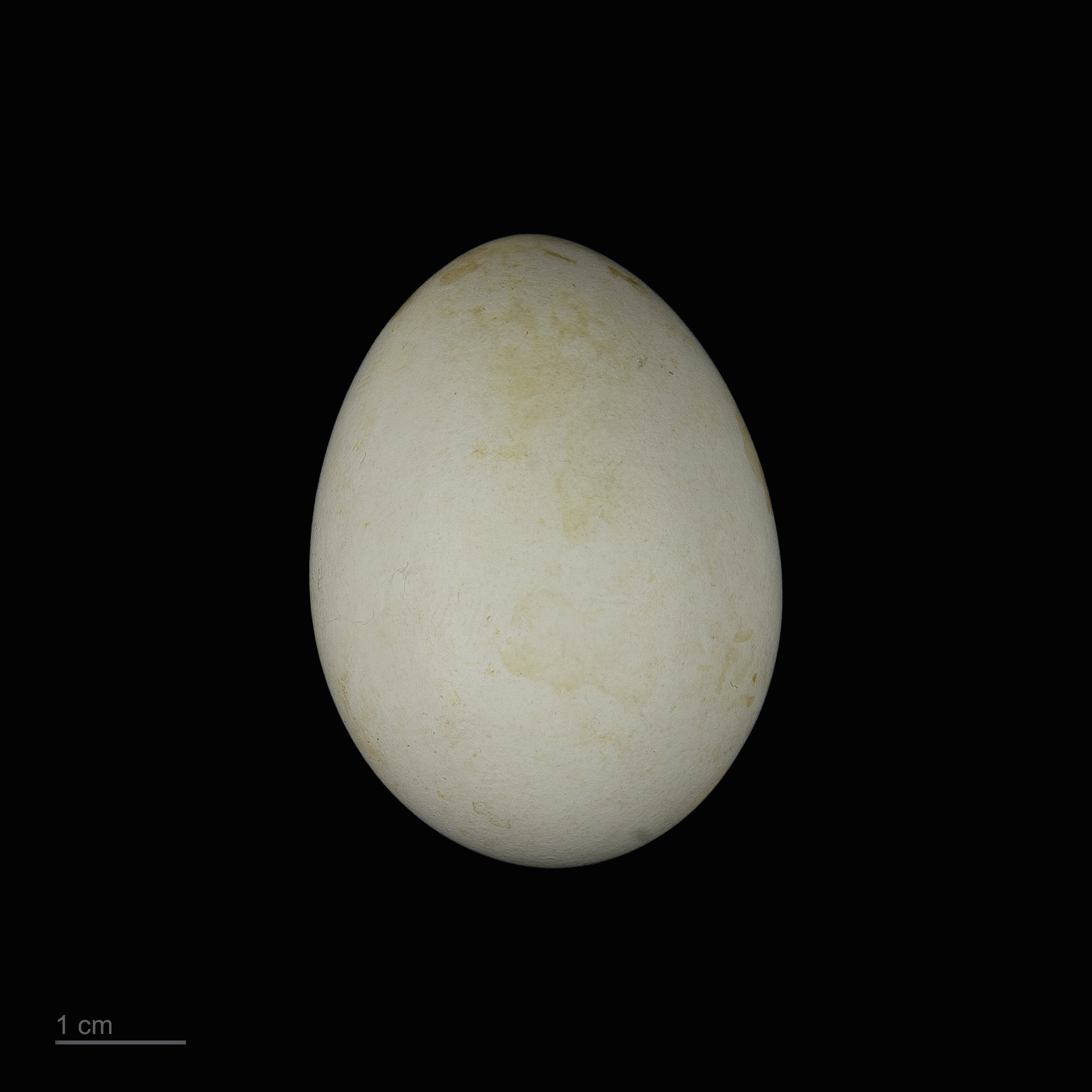
Jajo z kolekcji muzealnej

BiotopDoliny rzeczne z lasami liściastymi.
GniazdoPlatforma ułożona z drobnych gałązek, na drzewie.
JajaW ciągu roku wyprowadza jeden lęg, składając 3 do 5 jaj w maju lub czerwcu.
WysiadywanieJaja wysiadywane są przez okres 30–35 dni.
PożywienieDuże owady i drobne kręgowce takie jak jaszczurki czy ptaki.

## Status i ochrona
Międzynarodowa Unia Ochrony Przyrody (IUCN) uznaje krogulca krótkonogiego za gatunek najmniejszej troski (LC – least concern) nieprzerwanie od 1988 roku. Liczebność światowej populacji szacuje się na 10–20 tysięcy dorosłych osobników. Trend liczebności populacji uznaje się za stabilny.
Na terenie Polski gatunek ten jest objęty ścisłą ochroną gatunkową.